# El Cubo de Don Sancho
El Cubo de Don Sancho – gmina w Hiszpanii, w prowincji Salamanka, w Kastylii i León, o powierzchni 91,14 km². W 2011 roku gmina liczyła 481 mieszkańców.